# 普罗列塔尔斯基 (别尔哥罗德州)
普罗列塔尔斯基（羅馬化：Proletarskiy），旧名戈特尼亚（Готня），是俄罗斯别尔哥罗德州的市级镇，属拉基特诺耶区，在区首府别尔哥罗德西北方。
2021年有人口8,938人；2010年人口8,654；2002年人口8,675；1989年人口8,167。